# Nuzéjouls
Nuzéjouls est une commune française, située dans l'ouest du département du Lot en région Occitanie.
Elle est également dans la Bouriane, une région naturelle sablonneuse et collinaire couverte de forêt avec comme essence principale des châtaigniers.
Exposée à un climat océanique altéré, elle est drainée par le ruisseau de Rouby.
Nuzéjouls est une commune rurale qui compte 351 habitants en 2022, après avoir connu une forte hausse de la population depuis 1968.  Elle fait partie de l'aire d'attraction de Cahors. Ses habitants sont appelés les Nuzéjoliens ou  Nuzéjoliennes.

## Géographie
Commune de l'aire urbaine de Cahors située dans le Quercy. Le village est organisé en deux parties distinctes : le Bourg (centre du village) et le Causse, hameau situé sur la colline et le plateau avoisinant le Bourg.

### Communes limitrophes
Les communes limitrophes sont  Boissières, Calamane, Catus, Crayssac et Espère.
|          |           |            |
| Catus    | Nuzéjouls | Boissières |
| Crayssac | Espère    | Calamane   |

### Climat
Pour des articles plus généraux, voir Climat de l'Occitanie et Climat du Lot.
En 2010, le climat de la commune est de type climat océanique altéré, selon une étude s'appuyant sur une série de données couvrant la période 1971-2000. En 2020, Météo-France publie une typologie des climats de la France métropolitaine dans laquelle la commune est toujours exposée à un climat océanique altéré et est dans la région climatique Aquitaine, Gascogne, caractérisée par une pluviométrie abondante au printemps, modérée en automne, un faible ensoleillement au printemps, un été chaud (19,5 °C), des vents faibles, des brouillards fréquents en automne et en hiver et des orages fréquents en été (15 à 20 jours).
Pour la période 1971-2000, la température annuelle moyenne est de 12,4 °C, avec une amplitude thermique annuelle de 15,6 °C. Le cumul annuel moyen de précipitations est de 852 mm, avec 11,9 jours de précipitations en janvier et 6,3 jours en juillet. Pour la période 1991-2020, la température moyenne annuelle observée sur la station météorologique la plus proche, située sur la commune d'Anglars-Juillac à 15 km à vol d'oiseau, est de 13,5 °C et le cumul annuel moyen de précipitations est de 822,6 mm,. Pour l'avenir, les paramètres climatiques de la commune estimés pour 2050 selon différents scénarios d’émission de gaz à effet de serre sont consultables sur un site dédié publié par Météo-France en novembre 2022.

### Milieux naturels et biodiversité
Aucun espace naturel présentant un intérêt patrimonial n'est recensé sur la commune dans l'inventaire national du patrimoine naturel,,.

## Urbanisme

### Typologie
Au 1er janvier 2024, Nuzéjouls est catégorisée commune rurale à habitat dispersé, selon la nouvelle grille communale de densité à sept niveaux définie par l'Insee en 2022.
Elle est située hors unité urbaine. Par ailleurs la commune fait partie de l'aire d'attraction de Cahors, dont elle est une commune de la couronne,. Cette aire, qui regroupe 78 communes, est catégorisée dans les aires de 50 000 à moins de 200 000 habitants,.

### Occupation des sols
L'occupation des sols de la commune, telle qu'elle ressort de la base de données européenne d’occupation biophysique des sols Corine Land Cover (CLC), est marquée par l'importance des territoires agricoles (50,2 % en 2018), une proportion identique à celle de 1990 (50,2 %). La répartition détaillée en 2018 est la suivante : 
forêts (49,8 %), zones agricoles hétérogènes (47,3 %), prairies (3 %). L'évolution de l’occupation des sols de la commune et de ses infrastructures peut être observée sur les différentes représentations cartographiques du territoire : la carte de Cassini (XVIIIe siècle), la carte d'état-major (1820-1866) et les cartes ou photos aériennes de l'IGN pour la période actuelle (1950 à aujourd'hui).

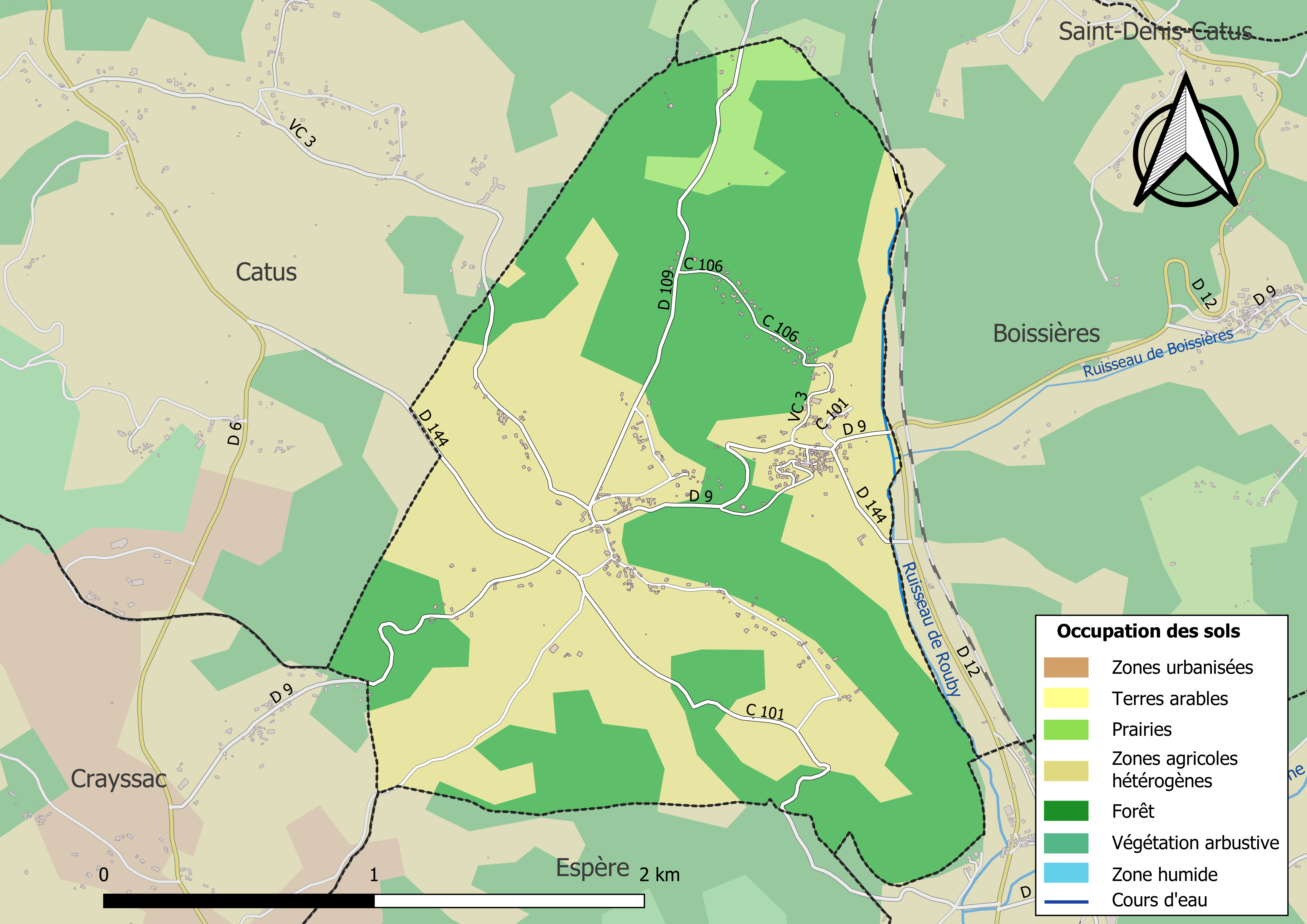
Carte des infrastructures et de l'occupation des sols de la commune en 2018 (CLC).

### Risques majeurs
Le territoire de la commune de Nuzéjouls est vulnérable à différents aléas naturels : météorologiques (tempête, orage, neige, grand froid, canicule ou sécheresse), inondations, feux de forêts, mouvements de terrains et séisme (sismicité très faible). Il est également exposé à un risque technologique,  le transport de matières dangereuses. Un site publié par le BRGM permet d'évaluer simplement et rapidement les risques d'un bien localisé soit par son adresse soit par le numéro de sa parcelle.

#### Risques naturels
Certaines parties du territoire communal sont susceptibles d’être affectées par le risque d’inondation par débordement de cours d'eau, notamment La cartographie des zones inondables en ex-Midi-Pyrénées réalisée dans le cadre du XIe Contrat de plan État-région, visant à informer les citoyens et les décideurs sur le risque d’inondation, est accessible sur le site de la DREAL Occitanie. La commune a été reconnue en état de catastrophe naturelle au titre des dommages causés par les inondations et coulées de boue survenues en 1982, 1992 et 1999,.
Nuzéjouls est exposée au risque de feu de forêt. Un plan départemental de protection des forêts contre les incendies a été approuvé par arrêté préfectoral le 30 novembre 2015 pour la période 2015-2025. Les propriétaires doivent ainsi couper les broussailles, les arbustes et les branches basses sur une profondeur de 50 mètres, aux abords des constructions, chantiers, travaux et installations de toute nature, situées à moins de 200 mètres de terrains en nature
de bois, forêts, plantations, reboisements, landes ou friches. Le brûlage des déchets issus de l’entretien des parcs et jardins des ménages et des collectivités est interdit. L’écobuage est également interdit, ainsi que les feux de type méchouis et barbecues, à l’exception de ceux prévus dans des installations fixes (non situées sous couvert d'arbres) constituant une dépendance d'habitation.

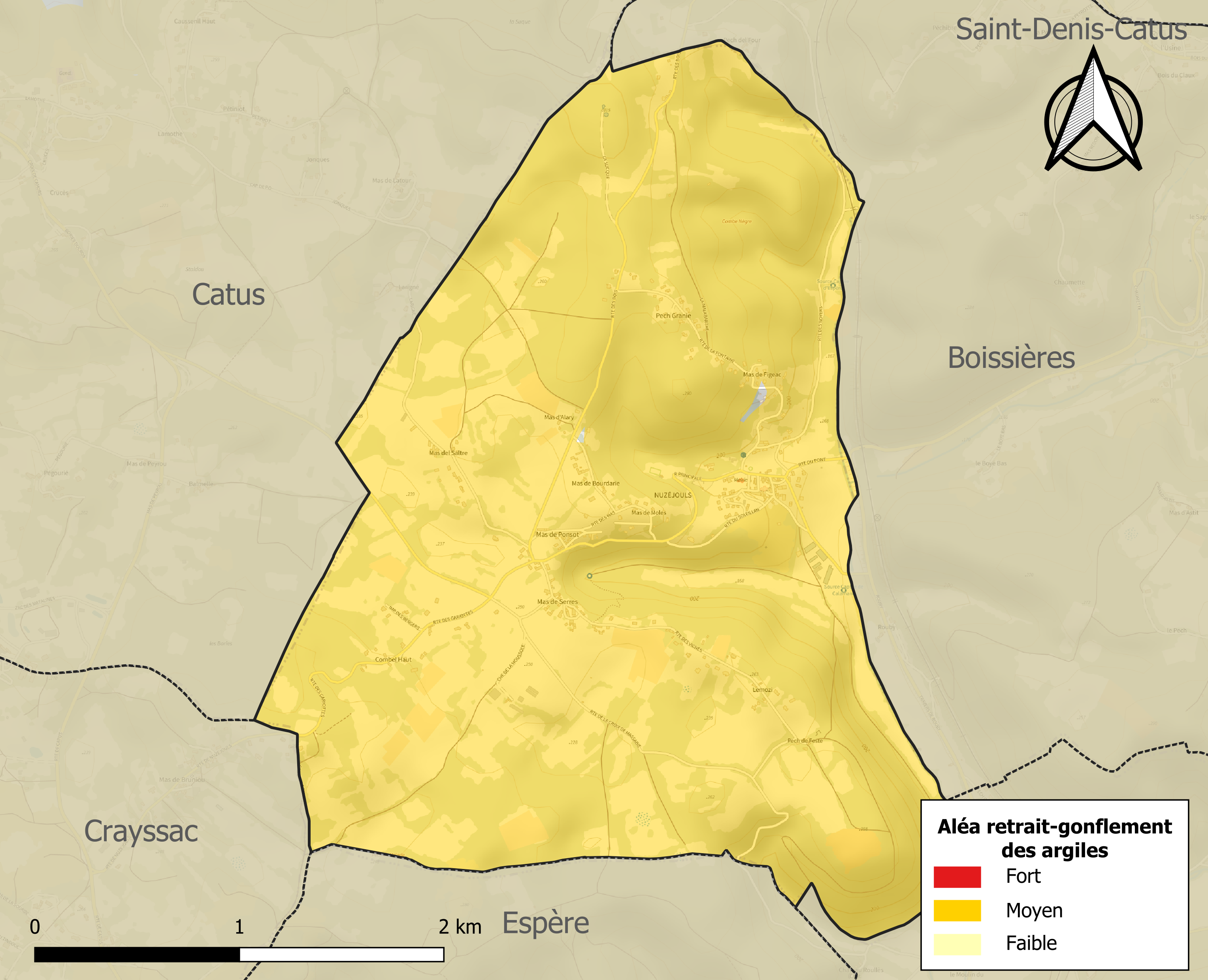
Carte des zones d'aléa retrait-gonflement des sols argileux de Nuzéjouls.

Les mouvements de terrains susceptibles de se produire sur la commune sont des affaissements et effondrements liés aux cavités souterraines (hors mines), des éboulements, chutes de pierres et de blocs, des glissements de terrain et des tassements différentiels. Par ailleurs, afin de mieux appréhender le risque d’affaissement de terrain, l'inventaire national des cavités souterraines permet de localiser celles situées sur la commune.
Le retrait-gonflement des sols argileux est susceptible d'engendrer des dommages importants aux bâtiments en cas d’alternance de périodes de sécheresse et de pluie. 99,9 % de la superficie communale est en aléa moyen ou fort (67,7 % au niveau départemental et 48,5 % au niveau national). Sur les 187 bâtiments dénombrés sur la commune en 2019, 186 sont en aléa moyen ou fort, soit 99 %, à comparer aux 72 % au niveau départemental et 54 % au niveau national. Une cartographie de l'exposition du territoire national au retrait gonflement des sols argileux est disponible sur le site du BRGM,.
Par ailleurs, afin de mieux appréhender le risque d’affaissement de terrain, l'inventaire national des cavités souterraines permet de localiser celles situées sur la commune.
Concernant les mouvements de terrains, la commune a été reconnue en état de catastrophe naturelle au titre des dommages causés par la sécheresse en 2011 et 2020 et par des mouvements de terrain en 1999.

#### Risques technologiques
Le risque de transport de matières dangereuses sur la commune est lié à sa traversée par une infrastructure ferroviaire. Un accident se produisant sur une telle infrastructure est susceptible d’avoir des effets graves sur les biens, les personnes ou l'environnement, selon la nature du matériau transporté. Des dispositions d’urbanisme peuvent être préconisées en conséquence.

## Toponymie
Le toponyme Nuzéjouls serait basé sur :
- nuc, nux avec le suffixe -eolum qui désigne une noyeraie selon Albert Dauzat ;
- nucem avec le suffixe -ialo une clairière et désignerait la clairière du noyer selon Ernest Nègre.

## Politique et administration
| Période                                  | Période | Identité              | Étiquette | Qualité                                         |
| ---------------------------------------- | ------- | --------------------- | --------- | ----------------------------------------------- |
| 1802                                     | 1816    | Jean Vaysset          |           |                                                 |
| 1816                                     | 1848    | Jean Joseph Cantarel  |           |                                                 |
| 1848                                     | 1851    | Jean Joseph Cayla     |           |                                                 |
| 1851                                     | 1852    | Jean Pierre Cayrel    |           |                                                 |
| 1852                                     | 1872    | Raymond Cammas        |           |                                                 |
| 1873                                     | 1884    | François Cayrel       |           |                                                 |
| 1885                                     | 1893    | Jean Pierre Talayssat |           |                                                 |
| 1894                                     | 1896    | Jean Pierre Bertrand  |           |                                                 |
| 1896                                     | 1915    | Jean Pierre Talayssat |           |                                                 |
| 1915                                     | 1919    | Charles Bourdarie     |           |                                                 |
| 1919                                     | 1925    | Pierre Cassan         |           |                                                 |
| 1925                                     | 1947    | Jean-baptiste Cammas  |           |                                                 |
| 1947                                     | 1971    | André Vialoles        |           |                                                 |
| 1971                                     | 2004    | Gérard Miquel         | PS        | président du conseil général et sénateur du Lot |
| 2004                                     |         | Danièle Frayssinet    |           |                                                 |
| Les données manquantes sont à compléter. |         |                       |           |                                                 |

Liste des curés de Nuzéjouls
| Nom      | Date        |
| -------- | ----------- |
|          |             |
|          |             |
| M. Baudy | 1752 - 1753 |

## Démographie
L'évolution du nombre d'habitants est connue à travers les recensements de la population effectués dans la commune depuis 1793. Pour les communes de moins de 10 000 habitants, une enquête de recensement portant sur toute la population est réalisée tous les cinq ans, les populations de référence des années intermédiaires étant quant à elles estimées par interpolation ou extrapolation. Pour la commune, le premier recensement exhaustif entrant dans le cadre du nouveau dispositif a été réalisé en 2004.

En 2022, la commune comptait 351 habitants, en évolution de −8,12 % par rapport à 2016 (Lot : +1,31 %, France hors Mayotte : +2,11 %).
| 1793 | 1800 | 1806 | 1821 | 1831 | 1836 | 1841 | 1846 | 1851 |
| ---- | ---- | ---- | ---- | ---- | ---- | ---- | ---- | ---- |
| 369  | 428  | 416  | 526  | 498  | 448  | 434  | 436  | 445  |

| 1856 | 1861 | 1866 | 1872 | 1876 | 1881 | 1886 | 1891 | 1896 |
| ---- | ---- | ---- | ---- | ---- | ---- | ---- | ---- | ---- |
| 408  | 422  | 416  | 406  | 387  | 600  | 369  | 357  | 307  |

| 1901 | 1906 | 1911 | 1921 | 1926 | 1931 | 1936 | 1946 | 1954 |
| ---- | ---- | ---- | ---- | ---- | ---- | ---- | ---- | ---- |
| 280  | 265  | 241  | 180  | 211  | 215  | 211  | 167  | 139  |

| 1962 | 1968 | 1975 | 1982 | 1990 | 1999 | 2004 | 2006 | 2009 |
| ---- | ---- | ---- | ---- | ---- | ---- | ---- | ---- | ---- |
| 129  | 126  | 136  | 191  | 238  | 262  | 298  | 303  | 333  |

| 2014 | 2019 | 2022 | - | - | - | - | - | - |
| ---- | ---- | ---- | - | - | - | - | - | - |
| 377  | 353  | 351  | - | - | - | - | - | - |

## Économie

### Revenus
En 2018, la commune compte 142 ménages fiscaux, regroupant 338 personnes. La médiane du revenu disponible par unité de consommation est de 21 720 € (20 740 € dans le département).

### Emploi
|                | 2008  | 2013   | 2018   |
| -------------- | ----- | ------ | ------ |
| Commune        | 9,4 % | 11,5 % | 10,6 % |
| Département    | 7,3 % | 8,9 %  | 9,6 %  |
| France entière | 8,3 % | 10 %   | 10 %   |

En 2018, la population âgée de 15 à 64 ans s'élève à 233 personnes, parmi lesquelles on compte 73,6 % d'actifs (63 % ayant un emploi et 10,6 % de chômeurs) et 26,4 % d'inactifs,. Depuis 2008, le taux de chômage communal (au sens du recensement) des 15-64 ans est supérieur à celui de la France et du département.
La commune fait partie de la couronne de l'aire d'attraction de Cahors, du fait qu'au moins 15 % des actifs travaillent dans le pôle,. Elle compte 33 emplois en 2018, contre 37 en 2013 et 35 en 2008. Le nombre d'actifs ayant un emploi résidant dans la commune est de 149, soit un indicateur de concentration d'emploi de 21,8 % et un taux d'activité parmi les 15 ans ou plus de 58,7 %.
Sur ces 149 actifs de 15 ans ou plus ayant un emploi, 22 travaillent dans la commune, soit 15 % des habitants. Pour se rendre au travail, 92,4 % des habitants utilisent un véhicule personnel ou de fonction à quatre roues, 2,1 % s'y rendent en deux-roues, à vélo ou à pied et 5,5 % n'ont pas besoin de transport (travail au domicile).

### Activités hors agriculture
16 établissements sont implantés  à Nuzéjouls au 31 décembre 2019.
Le secteur du commerce de gros et de détail, des transports, de l'hébergement et de la restauration est prépondérant sur la commune puisqu'il représente 25 % du nombre total d'établissements de la commune (4 sur les 16 entreprises implantées  à Nuzéjouls), contre 29,9 % au niveau départemental.

### Agriculture
|               | 1988 | 2000 | 2010 | 2020 |
| ------------- | ---- | ---- | ---- | ---- |
| Exploitations | 10   | 6    | 4    | 1    |
| SAU (ha)      | 222  | 111  | 176  | 107  |

La commune est dans les Causses », une petite région agricole occupant une grande partie centrale du département du Lot. En 2020, l'orientation technico-économique de l'agriculture  sur la commune est la polyculture et/ou le polyélevage. Une seule  exploitation agricole ayant son siège dans la commune est recensée lors du recensement agricole de 2020 (dix en 1988). La superficie agricole utilisée est de 107 ha,,.

## Culture locale et patrimoine

### Lieux et monuments
- L'église Saint-Martin de Nuzéjouls (rénovée dans les années 1990) accueille plusieurs concerts (musiques traditionnelles) chaque année. L'édifice est référencé dans la base Mérimée et à l'Inventaire général de la région Occitanie[30].

## Espaces verts
Nuzéjouls est récompensée par deux fleurs au palmarès du concours des villes et villages fleuris.

### Personnalités liées à la commune
- Gérard Miquel.

## Vie locale

### Loisirs, activités
- Chemin de Saint-Jacques : Nuzéjouls peut être un lieu de passage pour les pèlerins des Chemins de Saint-Jacques de Compostelle.
- Camping: Camping du Bourg

### Tourisme
Dans les années 1990, Nuzéjouls a été le siège d'un élevage de chameau. Cet élevage a amené de très nombreux touristes dans le village, favorisant la notoriété touristique de Nuzéjouls au niveau régional voire national.

### Sports
Dans les années 1980-90, Nuzéjouls a été le siège d'une course à pied réputée pour être une des plus exigeantes de la région Midi-Pyrénées comprenant 10 passages de la côte du Mas de Figeac (environ 200 m de dénivelé en moins de 1 km).
- Tennis : Terrain de tennis (surface en asphalte/béton) - un club de tennis occupe le terrain et les locaux associés.
- Piscine : Piscine municipale (en plein air).
- Randonnée : Nuzéjouls accueille le chemin de randonnée des Eaux secrètes (départ devant la mairie - balisage jaune - 5,5 km).

#### Site de l'Insee
1. ↑  « La grille communale de densité », sur le site de l'Insee, 28 mai 2024 (consulté le 28 juin 2024).
2. 1 2  Insee, « Métadonnées de la commune de Nuzéjouls ».
3. ↑  « Liste des communes composant l'aire d'attraction de Cahors », sur le site de l'Insee (consulté le 28 juin 2024).
4. ↑  Marie-Pierre de Bellefon, Pascal Eusebio, Jocelyn Forest, Olivier Pégaz-Blanc et Raymond Warnod (Insee), « En France, neuf personnes sur dix vivent dans l’aire d’attraction d’une ville », sur le site de l'Insee, 21 octobre 2020 (consulté le 28 juin 2024).
5. ↑  « REV T1 - Ménages fiscaux de l'année 2018 à Nuzéjouls » (consulté le 5 février 2022).
6. ↑  « REV T1 - Ménages fiscaux de l'année 2018 dans le Lot » (consulté le 5 février 2022).
7. 1 2  « Emp T1 - Population de 15 à 64 ans par type d'activité en 2018 à Nuzéjouls » (consulté le 5 février 2022).
8. ↑  « Emp T1 - Population de 15 à 64 ans par type d'activité en 2018 dans le Lot » (consulté le 5 février 2022).
9. ↑  « Emp T1 - Population de 15 à 64 ans par type d'activité en 2018 dans la France entière » (consulté le 5 février 2022).
10. ↑  « Base des aires d'attraction des villes 2020 », sur site de l'Insee (consulté le 10 avril 2021).
11. ↑  « Emp T5 - Emploi et activité en 2018 à Nuzéjouls » (consulté le 5 février 2022).
12. ↑  « ACT T4 - Lieu de travail des actifs de 15 ans ou plus ayant un emploi qui résident dans la commune en 2018 » (consulté le 5 février 2022).
13. ↑  « ACT G2 - Part des moyens de transport utilisés pour se rendre au travail en 2018 » (consulté le 5 février 2022).
14. ↑  « DEN T5 - Nombre d'établissements par secteur d'activité au 31 décembre 2019 à Nuzéjouls » (consulté le 14 février 2022).
15. ↑  « DEN T5 - Nombre d'établissements par secteur d'activité au 31 décembre 2019 dans le Lot » (consulté le 14 février 2022).

#### Autres sources
1. ↑  Carte IGN sous Géoportail
2. 1 2  Daniel Joly, Thierry Brossard, Hervé Cardot, Jean Cavailhes, Mohamed Hilal et Pierre Wavresky, « Les types de climats en France, une construction spatiale », Cybergéo, revue européenne de géographie - European Journal of Geography, no 501,‎ 18 juin 2010 (DOI 10.4000/cybergeo.23155, lire en ligne, consulté le 14 novembre 2023)
3. ↑  « Zonages climatiques en France métropolitaine. », sur pluiesextremes.meteo.fr (consulté le 14 novembre 2023).
4. ↑  « Orthodromie entre Nuzéjouls et Anglars-Juillac », sur fr.distance.to (consulté le 14 novembre 2023).
5. ↑  « Station Météo-France « Anglars » (commune d'Anglars-Juillac) - fiche climatologique - période 1991-2020 », sur donneespubliques.meteofrance.fr (consulté le 14 novembre 2023).
6. ↑  « Station Météo-France « Anglars » (commune d'Anglars-Juillac) - fiche de métadonnées. », sur donneespubliques.meteofrance.fr (consulté le 14 novembre 2023).
7. ↑  « Climadiag Commune : diagnostiquez les enjeux climatiques de votre collectivité. », sur meteofrance.fr, novembre 2022 (consulté le 14 novembre 2023).
8. ↑  « Liste des zones Natura 2000 de la commune de Nuzéjouls », sur le site de l'Inventaire national du patrimoine naturel (consulté le 2 septembre 2021).
9. ↑  « Liste des ZNIEFF de la commune de Nuzéjouls », sur le site de l'Inventaire national du patrimoine naturel (consulté le 2 septembre 2021).
10. ↑  « Liste des espaces protégés sur la commune de Nuzéjouls », sur le site de l'Inventaire national du patrimoine naturel (consulté le 2 septembre 2021).
11. ↑  « CORINE Land Cover (CLC) - Répartition des superficies en 15 postes d'occupation des sols (métropole). », sur le site des données et études statistiques du ministère de la Transition écologique. (consulté le 14 avril 2021).
12. 1 2 3  « Les risques près de chez moi - commune de Nuzéjouls », sur Géorisques (consulté le 17 octobre 2022).
13. ↑  BRGM, « Évaluez simplement et rapidement les risques de votre bien », sur Géorisques (consulté le 13 septembre 2022).
14. ↑  DREAL Occitanie, « CIZI », sur occitanie.developpement-durable.gouv.fr (consulté le 13 septembre 2022).
15. ↑  « Dossier départemental des risques majeurs dans le Lot », sur lot.gouv.fr (consulté le 13 septembre 2022), partie 1 -  chapitre Risque inondation.
16. ↑  « Dossier départemental des risques majeurs dans le Lot », sur lot.gouv.fr (consulté le 13 septembre 2022).
17. ↑  « Dossier départemental des risques majeurs dans le Lot », sur lot.gouv.fr (consulté le 13 septembre 2022), chapitre Mouvements de terrain.
18. 1 2  « Liste des cavités souterraines localisées sur la commune de Nuzéjouls », sur georisques.gouv.fr (consulté le 13 septembre 2022).
19. ↑  « Retrait-gonflement des argiles », sur le site de l'observatoire national des risques naturels (consulté le 13 septembre 2022).
20. ↑  « Dossier départemental des risques majeurs dans le Lot », sur lot.gouv.fr (consulté le 13 septembre 2022), chapitre Risque transport de matières dangereuses.
21. ↑  Gaston Bazalgues, À la découverte des noms de lieux du Quercy : Toponymie lotoise, Gourdon, Éditions de la Bouriane et du Quercy, juin 2002, 127 p. (ISBN 2-910540-16-2), p. 118.
22. ↑  « Les maires de Nuzéjouls », sur Site francegenweb, 19 février 2011 (consulté le 25 octobre 2017).
23. ↑  L'organisation du recensement, sur insee.fr.
24. ↑  Calendrier départemental des recensements, sur insee.fr.
25. ↑  Des villages de Cassini aux communes d'aujourd'hui sur le site de l'École des hautes études en sciences sociales.
26. ↑  Fiches Insee - Populations de référence de la commune pour les années 2006, 2007, 2008, 2009, 2010, 2011, 2012, 2013, 2014, 2015, 2016, 2017, 2018, 2019, 2020, 2021 et 2022.
27. ↑  « Les régions agricoles (RA), petites régions agricoles(PRA) - Année de référence : 2017 », sur agreste.agriculture.gouv.fr (consulté le 14 février 2022).
28. ↑  Présentation des premiers résultats du recensement agricole 2020, Ministère de l’agriculture et de l’alimentation, 10 décembre 2021
29. ↑  « Fiche de recensement agricole - Exploitations ayant leur siège dans la commune de Nuzéjouls - Données générales », sur recensement-agricole.agriculture.gouv.fr (consulté le 14 février 2022).
30. ↑  « Église paroissiale Saint-Martin », sur pop.culture.gouv.fr (consulté le 6 juin 2021).
31. ↑  Source : Villes et Villages Fleuris